# Zmajček Jami v Postojnski jami
Zmajček Jami v Postojnski Jami je sodobna pravljica. Avtor pravljice je Bojan B. Bitežnik, slovenski pisatelj. To je pravljica o zmajčku Jamiju, ki je bil drugačen od drugih zmajev. Nastopajo pravljična bitja kot so škrati in poosebljene živali, prisotno pa je tudi vraževerje in čarovništvo. 

## Pomen imena
Glavna literarna oseba zmaj, se je imenoval Jami, ker je živel v Postojnski jami in so ga preprosto poimenovali po rodnem kraju.

## Opis glavne literarne osebe
Zmajček Jami je bil na pogled zelo strašen, bil je velik in rdeč. Na dolgem vratu je imel majhno glavo z velikimi očmi in ogromnimi ušesi. Imel je dolg rep in na velikanskih tacah le dva kremplja. Vendar le na pogled je bil Jami podoben svojim prijateljem in sorodnikom, saj ni rad strašil ljudi in bruhal ogenj, nasprotno želel si je postati človek, da se ga ljudje ne bi bali. Bil je zelo miren in plah, a njegova lahkomiselnost in naivnost ga je kasneje izdala.

## Pomen glavne literarne osebe
Zmajček Jami ni hotel nobenemu živemu bitju nič hudega, želel si je le veliko prijateljev. Ker jih je izgubil, so mu pomagali majhne živali v jami, s katerimi se je spoprijateljil in jim pomagal pri varovanju biserov. 

## Simbol zmaja
V vzhodnih kulturah zmaj simbolizira srečo. Na zahodu pa je za razliko v pravljicah vedno upodobljen kot zlobni zmaj, katerega mora premagati dobri princ, da pride do lepe kraljične. Na vzhodu zmaji veljajo za junake, na zahodu pa zlobne pošasti. V pravljicah so zmaji največkrat prikazani kot veliki zlobni ogenj-bruhajoči stvori z velikimi zobmi in po navadi v službi zlobnih čarovnic. Vedno so inteligentni in ubogajo ukaze.
Simbol zmaja v krščanstvu pomeni zlobno osebnost, zaradi povezovanja s hudičem (razširjeno predvsem v Evropi). Poganska razlaga simbolizira zmaja kot zaščitnika (pripisujejo mu moč in zvitost), primer je valižanski zmaj Y Ddraig Goch (dobesedno rdeči zmaj), ki nastopa tudi v državni zastavi Walesa. Današnji grbi z zmaji izhajajo iz heraldičnega simbola, ki se je sprva pojavil na ščitih srednjeveških vitezov.

## Stranske osebe
- hrošč Drobnovratnik
- škrat Švigelj

## Vsebina
Zmajček Jami je kot drugi zmaji živel v Postojnski jami. Nekega dne pa je reka Pivka tako poplavila, da je odplaknila vse zmaje, razen Jamija, ki je po hribu nad jamo nabiral rože. Postal je osamljen in začel jokati. Zasmilil se je hrošču Drobnovratniku, ki mu je predstavil svoje prijatelje. Spoprijateljili so se, ko so spoznali, da je Jami prijazni zmaj. Zaupali so mu skrivnost o biserih globoko v skrivnih jamah Postojnske jame, katere so sami varovali. Jamski biseri so bili začarani in če bi si jih kdo drznil ukrasti, bi ga skrivna sila potegnila v najbolj oddaljeno in temno votlino brez izhoda. Hrošči so zmaja prosili za pomoč pri varovanju biserov, saj jih je škrat Švigelj hotel ukrasti. Jami je stražil bisere, a postal je zelo zaspan in ulegel se je na zaboje z biseri in glasno zasmrčal. Slišal ga je škrat Švigelj in prišel pogledat kaj se dogaja. Ko je ravno hotel izmakniti nekaj biserov, se je Jami prebudil in ga zagrabil za roko. Škrat Švigelj pa je Jamija hotel prelisičiti, češ da mu izpolne največjo željo, če mu pusti vzeti nekaj biserov. Čeprav so hrošči Jamija opozorili naj ne nasede škratovim lažem, je Jami povedal, da je njegova največja želja postati človek. In Švigelj ga je res začaral, vendar ne v človeka, temveč v človeško ribico. Potem si je napolnil žepe z biseri in izginil. Hrošči so Jamiju odpustili njegovo naivnost, škrat švigelj pa je bil za vedno ujet v temni votlini.

## Interpretacija
V pravljici se pojavi motiv zmaja, ki je boljši in prijaznejši od ostalih zmajev. Prisotno je tudi čarovništvo in vraževerje (ljudje so v jamo metali jagnjeta in teleta v strahu da jih zmaji ne bi požrli), kar je značilno za pravljico. Kraj dogajanja je Postojnska jama, katero ime se pojavlja v pravljici, pojavlja pa se tudi ime reke Pivke in hriba Sovič.

## Motivsko tematske povezave
Ostale zgodbe iz slovenske književnosti, v katerih nastopa motiv zmaja:
- Zmaj Tolovaj
- Zmaj Lakotaj z Ljubljanskega gradu
- Zmaj močeraj
- Zmajček razgrajaček
- Varuh obale
- Uspavanka za zmajčke
- Zaljubljeni zmaj
- Plahi zmaj
- Pošastno
- Zlatolaska in zmaj
- Pogašeni zmaj
- Zmaji iz našega mesta
- Prijazni zmaj Zumi
- Anin zmaj
- Zmaj Direndaj
- Petelin in zmaj